# Periscepsia cinerosa
Periscepsia cinerosa är en tvåvingeart som först beskrevs av Daniel William Coquillett 1902.  Periscepsia cinerosa ingår i släktet Periscepsia och familjen parasitflugor. Inga underarter finns listade i Catalogue of Life.